# Wierzbięcice (przystanek kolejowy)
Wierzbięcice – przystanek osobowy na zlikwidowanej linii kolejowej nr 256 Nysa - Ścinawa Mała, w miejscowości Wierzbięcice, w województwie opolskim, w powiecie nyskim, w gminie Nysa, w Polsce.
| Wierzbięcice                                            |  |                          |
| Linia nr 256 (D29-1971) Nysa - Ścinawa Mała (12,100 km) |  |                          |
| Kępnicaodległość: 3,400 km                              |  | Węża odległość: 4,500 km |